# Томаш Немчик
Томаш Немчик (словац. Tomáš Nemčík, нар. 19 квітня 2001, Жиліна) — словацький футболіст, захисник клубу «Жиліна».
Виступав за молодіжну збірну Словаччини.

## Клубна кар'єра
Народився 19 квітня 2001 року в місті Жиліна. Вихованець футбольної школи клубу «Жиліна». Дорослу футбольну кар'єру розпочав 2020 року в основній команді того ж клубу, кольори якої захищає й донині.

## Виступи за збірні
У 2017 році дебютував у складі юнацької збірної Словаччини (U-16), загалом на юнацькому рівні взяв участь у 12 іграх, відзначившись одним забитим голом.
З 2021 року залучався до складу молодіжної збірної Словаччини. На молодіжному рівні зіграв у 12 офіційних матчах.